# 松野博一
松野 博一（まつの ひろかず、1962年〈昭和37年〉9月13日 - ）は、日本の政治家。自由民主党所属の衆議院議員（9期）。
内閣官房長官（第85・86代）、沖縄基地負担軽減担当大臣、拉致問題担当大臣、ワクチン接種推進担当大臣（第2次岸田内閣・第2次岸田第1次改造内閣）、文部科学大臣（第21代）、教育再生担当大臣（第3次安倍第2次改造内閣）、文部科学副大臣（福田康夫改造内閣・麻生内閣）、厚生労働大臣政務官（第1次安倍内閣）、衆議院情報監視審査会長、同地方創生に関する特別委員長、同文部科学委員長、自由民主党総務会長代行、同雇用問題調査会長、同政務調査会会長代理、同国会対策委員会筆頭副委員長、同副幹事長を歴任した。

## 来歴

### 生い立ち
千葉県木更津市生まれ（現住所は同県市原市根田）。生家は「漁師と船大工の家」だった。
1981年（昭和56年）に千葉県立木更津高等学校を卒業。1986年（昭和61年）、早稲田大学法学部を卒業し、ライオン株式会社に入社した。
1988年（昭和63年）に退社し、松下政経塾に入塾した（第9期生）。
1996年（平成8年）、自由民主党千葉県連の候補者公募に合格した。これは「日本で初めての候補者の公募制度」だったという。同年10月の第41回衆議院議員総選挙の千葉3区は自民党公認の松野のほか、新進党の岡島正之、日本共産党の千葉通子、民主党の竹内圭司など計5人が立候補。岡島が小選挙区で当選し、次点の松野は比例復活もかなわず落選した。

### 衆議院議員に初当選
2000年（平成12年）の第42回衆議院議員総選挙では保守党の岡島を破り、初当選した。以後、松野は「日本で初めて、公募制度から生まれた衆議院議員」を名乗っている。
2003年（平成15年）の第43回衆議院議員総選挙では岡島正之の長男で、民主党公認で出馬した岡島一正に917票の僅差で敗れ、千葉3区で落選したが、重複立候補していた比例南関東ブロックで復活当選し、再選した。
2005年（平成17年）の第44回衆議院議員総選挙（郵政選挙）では、岡島に比例復活も許さず千葉3区で3選。
2006年（平成18年）9月、安倍内閣で厚生労働大臣政務官に任命された。
2008年（平成20年）、福田康夫改造内閣では文部科学副大臣に任命され、麻生内閣まで務める。教育問題がライフワークであり、文部科学副大臣在任中はスポーツ政策を担当していた。
2009年（平成21年）8月の第45回衆議院議員総選挙（政権交代選挙）では、千葉3区で岡島に敗れたが、重複立候補していた比例南関東ブロックで復活し、4選。しかし、同選挙では民主党が大勝して与党となり、松野が属する自民党は下野して野党となった。
2012年（平成24年）の第46回衆議院議員総選挙では、民主党から日本未来の党に鞍替えした岡島や日本維新の会、民主党公認の新人らを破り、5選。同選挙では自民党が大勝して再び与党となった。同年より衆議院文部科学委員長を務めた。
2014年（平成26年）9月から自由民主党副幹事長。同年の第47回衆議院議員総選挙では、生活の党から出馬した岡島らを千葉3区で破り、6選。

### 文部科学大臣

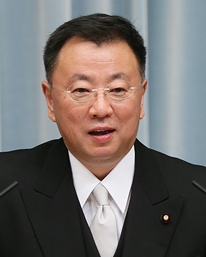
文部科学大臣就任時の松野（2016年）

2016年（平成28年）8月、第3次安倍第2次改造内閣で文部科学大臣に任命され、初入閣した。
2017年（平成29年）7月、大学入学共通テストの実施方針を決定。同年8月3日、第3次安倍第3次改造内閣が発足し、文部科学大臣を退任。
同年10月の第48回衆議院議員総選挙で岡島が今度は立憲民主党から立候補したがそれを退けて、7選（岡島は比例復活）。
2019年（令和元年）9月11日、第4次安倍第2次改造内閣が発足。これに伴い、翌12日に清和政策研究会（細田派）の事務総長に就任した。
2021年（令和3年）5月26日発売の『月刊Hanada』7月号に掲載されたインタビューで、安倍晋三は「ポスト菅」候補として、茂木敏充、加藤勝信、下村博文、岸田文雄の4人の名を挙げた。そして6月25日発売の8月号に掲載された櫻井よしことの対談の中で、自派閥の「ポスト菅」のさらなる有力候補として松野、萩生田光一、西村康稔の名を挙げた。下村、松野、萩生田、西村は派内で「安倍四天王」と呼ばれ、一目置かれるようになった。

### 内閣官房長官

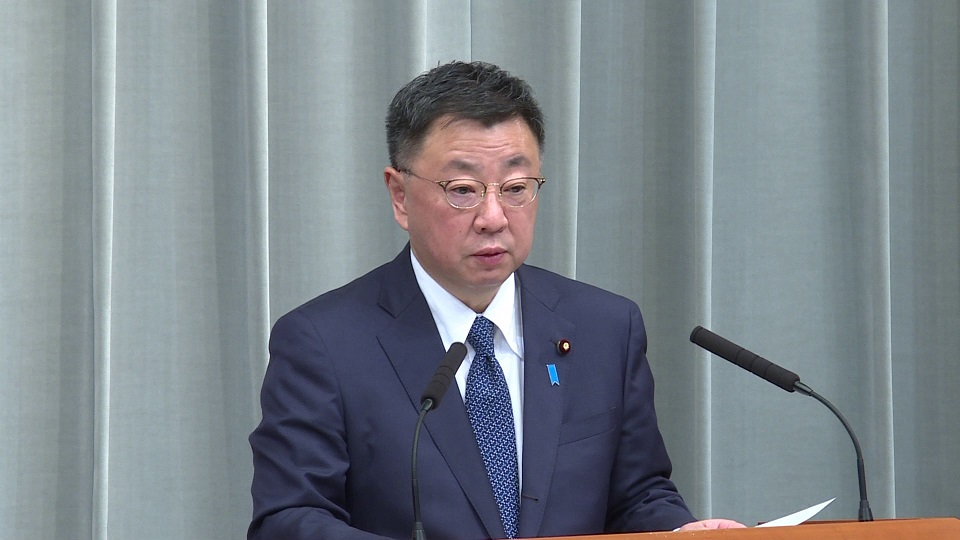
官房長官として定例記者会見を行う（2023年2月）

2021年（令和3年）9月29日、任期満了に伴う自民党総裁選挙が行われ、岸田文雄が当選した。岸田はすぐに閣僚の人選ならびに党役員人事に着手。内閣官房長官に萩生田光一や上川陽子を充てる案が取り沙汰されるが、翌30日、岸田は松野を起用する方針を決めた。10月4日、第1次岸田内閣が発足し、官房長官に任命された。1960年代生まれの官房長官は民主党政権の枝野幸男以来、昭和30年代生まれとしては前任の加藤勝信から続いての就任となった。官房長官就任に伴い、細田派の事務総長を退任。
同年10月31日に行われた第49回衆議院議員総選挙で8選。同年11月10日に発足した第2次岸田内閣で官房長官に再任。
2022年（令和4年）4月1日、第2次岸田内閣のワクチン接種推進担当大臣に任命された。これは、前任者の堀内詔子が、東京オリンピック・パラリンピック競技大会担当大臣の設置のために閣僚枠が増員される期間が終了し、退任することとなったためである（東京オリンピック・パラリンピック競技大会担当大臣の後任は末松信介文部科学大臣が兼務。）。
同年5月、ロシアのウクライナ侵攻に伴うロシア政府による日本への報復措置（ロシア連邦への日本政府の政策に対する報復措置に関してのロシア外務省声明）によって、ロシア連邦への入国を恒久的に禁止された。
同年7月8日、安倍晋三が奈良市内で暗殺される。『正論』9月号（8月1日発売）は特集「安倍晋三の遺志を継げ」を組み、森喜朗の談話を載せた。森は安倍の後継問題について「少なくとも2年か、3年のうちに、5人のうちで自然に序列が決まっていく」と語り、下村を排除する意思を強く示した。この頃から松野、西村、萩生田、高木、世耕らは森のお墨付きのもと「安倍派5人衆」と称されるようになる。
同8月10日に発足した第2次岸田第1次改造内閣でも留任。
2023年（令和5年）2月11日、岸田文雄内閣総理大臣が全身麻酔を伴う慢性副鼻腔炎手術を受けたため、内閣総理大臣臨時代理として執務に当たった（2000年4月に内閣総理大臣臨時代理就任順位を指定するようになって以来では初のケース。）。
同年9月13日に発足した第2次岸田第2次改造内閣で内閣官房長官、沖縄基地負担軽減担当大臣、拉致問題担当大臣を留任。
同年12月8日、野党は自民党5派閥の政治資金パーティーの裏金問題をめぐり、衆議院・参議院予算委員会で、松野が安倍派の政治資金パーティー収入から直近5年間で1千万円を超える裏金のキックバックを受けていた疑いについて追及。岸田首相は野党からの官房長官更迭要求を拒否したが、翌9日午前の読売新聞や毎日新聞の報道により、岸田首相が松野官房長官を交代させる方針を固めたことが明らかとなった。12月12日、立憲民主党が衆議院に提出した松野の不信任決議案は自民、公明の与党などの反対多数で否決された。12月14日、松野は官房長官の辞表を提出し受理された。
2024年10月27日に行われた第50回衆議院議員総選挙では政治資金問題の影響で比例名簿非登載となる中、小選挙区で辛勝し9選。

## 政策・主張

### 憲法
- 憲法改正について、2017年の朝日新聞社のアンケートで「賛成」と回答[33]。2021年のNHK、毎日新聞社のアンケートで回答しなかった[34][35]。

- 憲法9条の改正について、2014年の毎日新聞社のアンケートで「賛成」と回答[36]。9条への自衛隊の明記について、2021年のNHKのアンケートで回答しなかった[34]。

- 憲法を改正し緊急事態条項を設けることについて、2021年の毎日新聞社のアンケートで回答しなかった[35]。

### 外交・安全保障
- 安全保障関連法の成立について、2017年の朝日新聞社のアンケートで「評価する」と回答[33]。
- 「他国からの攻撃が予想される場合には先制攻撃もためらうべきではない」との問題提起に対し、2017年の朝日新聞社のアンケートで「どちらともいえない」と回答[33]。
- 「北朝鮮に対しては対話よりも圧力を優先すべきだ」との問題提起に対し、2017年の朝日新聞社のアンケートで「賛成」と回答[33]。
- 普天間基地の辺野古移設について、2021年の毎日新聞社のアンケートで回答しなかった[35]。
- 日本による過去の植民地支配と侵略を認めて謝罪した「村山談話」の見直し論議について、2014年の毎日新聞社のアンケートで「見直すべきだ」と回答[36]。
- 従軍慰安婦に対する旧日本軍の関与を認めた「河野談話」の見直し論議について、2014年の毎日新聞社のアンケートで「見直すべきだ」と回答[36]。
- 第2次安倍内閣が2013年に提出した特定秘密保護法案は同年12月6日に可決成立した[37]。「こうした法律が日本に必要と思うか」との2014年の毎日新聞社のアンケートに対し、「必要だ」と回答[36]。

### ジェンダー
- 選択的夫婦別姓制度の導入について、2017年の朝日新聞社のアンケートで「どちらかといえば反対」と回答[33]。2021年のNHK、毎日新聞社のアンケートで回答しなかった[34][35]。

- 同性婚を可能とする法改正について、2017年の朝日新聞社のアンケートで「どちらかといえば反対」と回答[33]。2021年のNHKのアンケートで回答しなかった[34]。「同性婚を制度として認めるべきだと考えるか」との同年の毎日新聞社のアンケートに対し回答しなかった[35]。

- クオータ制の導入について、2021年のNHK、毎日新聞社のアンケートで回答しなかった[34][35]。

### 選挙制度
- 「自民党の公約に基づく国会議員の定数削減と、中選挙区制の復活を目指す」と2012年の広報誌で述べた[8]。
- 2009年の民主党による政権交代については「多くの問題点があったが、日本の民主主義にとっては次のようなメリットがあった」と2012年の広報誌で述べた[38]。
  - 「国民が有権者として政治行政を厳しく監視する意識を持ったこと」
  - 「民主党が与党の立場を経験し、政権運営への責任を持つ経験をしたこと」
  - 「自民党が国民との信頼関係を再構築する機会を得たこと」
  - 「政党の政策には財源などのリアリティが必要だと認識されたこと」

### 歴史観
- 第二次世界大戦における日本軍による従軍慰安婦の強制連行について、「日本政府が発見した資料の中には証拠がなかった」と2016年に否定した[39]。
- 内閣総理大臣の靖国神社参拝について、2014年の毎日新聞社のアンケートで「賛成」と回答[36]。
- アメリカ合衆国議会が「日本政府による慰安婦への謝罪を求める決議」を2007年に審議する直前、松野を含む日本の保守派の国会議員など39名が、「日本軍が慰安婦へ売春を強要したという証拠はない」「慰安婦は『性的奴隷』ではない」という主張を、アメリカの新聞紙での意見広告という形で行った。松野の他には櫻井よしこ、安倍晋三、岸信夫、稲田朋美、高市早苗などが参加した[40]。
  - この決議はアメリカ下院で採択された。その後の2012年にも、松野らは同様の意見広告による主張を行った[40]。
- 2011年7月27日、衆議院文部科学委員会で教科書検定における事実認定のあり方について質問し、その一例として関東大震災朝鮮人虐殺事件を取り上げた[41]。その中で松野は教科書によって表現の違いがあり、警察や軍隊の関与について記載されている教科書が3冊、被害者が数千人或いはそれ以上に上ると記載されている教科書が2冊ある点を指摘し[41]、司法省及び内務省警保局が取りまとめたデータが231人、朝鮮総督府官房外事課による発表では地震による直接被害を含めた被害者が832人で、ある文献で殺人事件の被害者がその中の2〜3割程度であるとの表記があることから被害者は200人前後と推測されるとの見解を示し、これらデータを比較した上で被害者が数千人或いはそれ以上に上る旨の記述は事実に対する事象が全く変わってきてしまうと指摘した[41]。また、これらの記述が民主党政権以前の教科書にもあり、松野自身も与党議員として審議に加わったことから自身にも責任があるとしたうえで、「正すべきものは、今後の日本の教育、子供たちの正しい歴史観をつくっていくために正していかなければならない」と述べた[41]。
- 2023年8月30日の記者会見において関東大震災の直後に発生した朝鮮人虐殺事件について質問があり、松野は内閣官房長官として「調査した限り、政府内で事実関係を把握できる記録が見当たらないところだ」との見解を示したうえで「特定の民族や国籍の人々を排斥する趣旨の不当な差別的言動、暴力や犯罪はいかなる社会でも許されない」と述べ、外国人差別解消に向け、取り組みを進めていると説明した[42]。

## 不祥事

### 政治資金パーティー収入の裏金問題
2023年12月1日、朝日新聞が自民党5派閥の政治資金パーティーをめぐる問題で、最大派閥の安倍派所属議員が販売ノルマを超えた分の収入を裏金として議員側にキックバックする運用を組織的に続けてきた疑いがあるとスクープした。安倍派は2018～2022年に毎年1回パーティーを開き、計6億5884万円の収入を政治資金収支報告書に記載している。一方、収入・支出のいずれにも記載していない裏金の総額は直近5年間で1億円を超えるとされ（のちに5億円に修正）、共同通信は「実際のパーティー収入は少なくとも8億円前後に膨らむ可能性がある」と報じた。清和政策研究会の政治資金収支報告書の記載内容は下記のとおり。
| 年月日        | パーティー名                 | 会場               | 収入        | 購入者数 | 出典 |
| ------------- | ---------------------------- | ------------------ | ----------- | -------- | ---- |
| 2018年5月22日 | 清和政策研究会との懇親の集い | 東京プリンスホテル | 2億802万円  | 7,021人  | [51] |
| 2019年5月21日 | 清和政策研究会との懇親の集い | 東京プリンスホテル | 1億5338万円 | 5,177人  | [52] |
| 2020年9月28日 | 清和政策研究会との懇親の集い | 東京プリンスホテル | 1億262万円  | 3,464人  | [53] |
| 2021年12月6日 | 清和政策研究会との懇親の集い | 東京プリンスホテル | 1億2万円    | 3,376人  | [54] |
| 2022年5月17日 | 清和政策研究会との懇親の集い | 東京プリンスホテル | 9480万円    | 3,200人  | [46] |
| （合計）      |                              |                    | 6億5884万円 |          |      |
パーティー券は通常1枚2万円であるため、販売枚数が推計できるが、枚数に対する購入者の比率は2018年から2022年にかけてすべて「0.675」で統一されている。日本大学名誉教授の岩井奉信は「絶対にあり得ない」とし、安倍派は政治資金収支報告書に架空の購入者数を記入したとみられる。
同年12月1日午前、松野は首相官邸で記者会見を開催。松野は官房長官であるとともに、安倍派の意思決定機関「常任幹事会」に幹事として名を連ねており、記者から裏金問題の詳細説明を求められるが、「政府の立場としてお答えは差し控えたい」と繰り返し、回答を避けた。松野が安倍派の事務総長をしていたとき（2019年9月～2021年10月）にキックバックはあったのかとの質問に対しても、「先ほど申し上げたが、個々の政治団体や私の政治活動に関するお尋ねについては、政府の立場としてお答えは差し控えさせていただきたい」と答えた。
同年12月6日、内閣記者会に所属する報道各社は疑惑解明のため、松野に対し記者会見で説明するよう書面で申し入れた。12月7日、松野は報道各社が求めていた会見要請を拒否する意向を示した。
同年12月8日、朝日新聞が、松野が直近5年間で安倍派から1千万円を超える裏金のキックバックを受け、政治資金収支報告書に記載していない疑いがあるとスクープした。松野自身に裏金疑惑が降りかかったことから、同日の衆議院・参議院予算委員会で集中砲火を浴びた。松野は「キックバック受け取られましたか」と聞かれると「私の政治団体についても精査して適切に対応して参りたいと考えております」と答え、「お金は受け取りましたか」と聞かれると「私の政治団体についても精査して適切に対応して参りたいと考えております」と答え、同文の答弁を繰り返した。岸田も野党からの官房長官更迭要求を拒み、松野をかばった。
同年12月9日午前の読売新聞や毎日新聞の報道により、岸田が松野を交代させる方針を固めたことが明らかとなった。また、同日までに安倍派座長の塩谷立と「5人衆」とされる松野、西村康稔、萩生田光一、高木毅、世耕弘成の安倍派の中枢幹部の6人全員が直近5年間でそれぞれ1千万円超～約100万円の裏金のキックバックを派閥から受けた疑いがあることが明らかとなった。
同年12月12日午前、岸田は、交代させる意向を固めている安倍派所属の政務三役計15人のうち、松野、鈴木淳司総務相、西村康稔経済産業相、宮下一郎農林水産相の4閣僚交代の人事を14日に先行して実施する方向で調整に入った。同日午後、立憲民主党が提出した松野の不信任決議案は衆議院本会議で採決され、自民、公明の与党などの反対多数で否決された。同日、岸田は安倍派一掃の方針を一部修正し、政務官6人については辞任は自主判断とする意向を固めた。12月14日、松野は官房長官の辞表を提出し受理された。12月22日、安倍派においては、議員側の「中抜き」を含む3つのパターンで裏金づくりを行っていたことが関係者の証言により明らかとなった。12月26日までに東京地検特捜部は塩谷、松野、高木、世耕、萩生田を任意で事情聴取した。以上の5人は特捜部に対し口をそろえて、「ノルマを超えた金額が還付されていることは知っていたが、パーティー収入の一部が派閥側の収支報告書に記載されていないことは知らなかった」と話した。次いで12月29日、西村も任意聴取を受けていたことが明らかとされた。12月31日、議員側がノルマを超えて集めた分を派閥側に納入せずに懐に収めた「中抜き」の総額は、2018年 - 2022年の5年間で約1億円に上ることが判明。安倍派の直近5年間の裏金はキックバック分とあわせ約6億円に上るとされる。
2024年1月11日、時効にかからない2018年以降の歴代事務総長、下村、松野、西村、高木の4人はいずれも任意聴取で会計責任者との共謀を否定し、そのうち複数が、資金のキックバックは事務局長から会長に直接報告される「会長マター（案件）だった」と供述していたことが、毎日新聞の報道により明らかとなった。報道を受けてテレビの情報番組や一部メディアなどで「死人に口なし」との指摘がなされ、立憲民主党の小沢一郎は「彼らの主張が事実とすれば、組織犯罪を主導していた人物が、総理や衆院議長をやっていたことになり、日本の信用に関わる」と自身のX（旧ツイッター）に綴った。1月19日、東京地検特捜部は安倍派の会計責任者を政治資金規正法違反（虚偽記入）の罪で在宅起訴した。
同年1月26日、松野が国会内で会見を開き、「政治不信を招いたことについて心からおわびする」と陳謝する一方で、離党や議員辞職については「自民党においてしっかり議員活動を行っていく」と否定した。使途については「国会議員などとの会合費等として使用しており、不正な目的や私的な目的で使用された還付金はない」という。同日、東京地検特捜部は松野ら安倍派幹部7人について、会計責任者との共謀は認められないとして不起訴（嫌疑なし）とした。
同年2月5日、安倍派から還流された令和2～4年分の計865万円を政治資金収支報告書に記載していなかったとして、千葉県選挙管理委員会に訂正を届け出た。
同年4月4日、自民党は党紀委員会を開き、松野を党の役職停止1年とするなど、安倍、二階両派の議員ら39人への処分を決定した。
同年12月26日、東京地検特捜部は不記載について政治資金規正法違反の疑いで告発された松野ら65人を不起訴処分とした。

### 政策秘書の飲酒運転
2023年1月28日、松野の政策秘書が酒気帯び運転の疑いで警察に検挙された。松野は同日、「管理・監督が行き届かず、国民におわび申し上げる」と謝罪した。同年2月2日の衆議院予算委員会では立憲民主党の森山浩行から秘書との関係を質問され、「縁戚関係だがプライバシーの問題もあるので差し控える」と答えたが、その後、「義理の弟にあたる」と認めた。すでに政策秘書を辞めたとも説明した。

## 人物
- 千葉緑区と市原市でつくる衆議院千葉3区の選出である[90]。
- 2022年11月8日、官房長官としての記者会見で、2023年春設置される「こども家庭庁」の名称が当初の「こども庁」から変更された経緯について、世界平和統一家庭連合（旧統一教会）や関連団体の影響を否定した。松野は「特定の団体からの影響はない」と強調した[91]。
- 2023年4月6日、記者会見で、世界平和統一家庭連合の創設者、文鮮明が1992年3月に来日した経緯について、「法相の裁量的な処分である上陸特別許可を受けて上陸が認められたものと承知しており、当時の法相の判断として適切なものであったと聞いている」と述べた[92]。
- 世襲議員のような「地盤、看板、カバン」を持たずに松下政経塾からの公募で政界入りしたたたき上げの政治家として知られ、「料亭にほとんど行ったことがない」ことをアピールするほど清廉な姿勢にて知られる[93]。

## 著作
- 『導き星との対話』 - 幻冬舎ルネッサンス新社(2020年)[94]

## 所属団体・議員連盟
- ボーイスカウト振興国会議員連盟（理事・事務総長代理）
- 日本会議国会議員懇談会
- 神道政治連盟国会議員懇談会
- 創生「日本」

## 選挙
| 当落 | 選挙                   | 執行日         | 年齢 | 選挙区                | 政党       | 得票数     | 得票率 | 定数 | 得票順位 /候補者数 | 政党内比例順位 /政党当選者数 |
| ---- | ---------------------- | -------------- | ---- | --------------------- | ---------- | ---------- | ------ | ---- | ------------------ | ---------------------------- |
| 落   | 第41回衆議院議員総選挙 | 1996年10月20日 | 34   | 千葉3区               | 自由民主党 | 7万3254票  | 34.45% | 1    | 2/5                | 10/7                         |
| 当   | 第42回衆議院議員総選挙 | 2000年06月25日 | 37   | 千葉3区               | 自由民主党 | 9万5311票  | 39.01% | 1    | 1/5                | /                            |
| 比当 | 第43回衆議院議員総選挙 | 2003年11月09日 | 41   | 比例南関東（千葉3区） | 自由民主党 | 8万4693票  | 47.30% | 1    | 2/3                | 3/8                          |
| 当   | 第44回衆議院議員総選挙 | 2005年09月11日 | 42   | 千葉3区               | 自由民主党 | 10万8937票 | 53.24% | 1    | 1/3                | /                            |
| 比当 | 第45回衆議院議員総選挙 | 2009年08月30日 | 46   | 比例南関東（千葉3区） | 自由民主党 | 8万5777票  | 42.46% | 1    | 2/3                | 6/6                          |
| 当   | 第46回衆議院議員総選挙 | 2012年12月16日 | 50   | 千葉3区               | 自由民主党 | 8万710票   | 44.24% | 1    | 1/6                | /                            |
| 当   | 第47回衆議院議員総選挙 | 2014年12月14日 | 52   | 千葉3区               | 自由民主党 | 8万5277票  | 53.37% | 1    | 1/4                | /                            |
| 当   | 第48回衆議院議員総選挙 | 2017年10月22日 | 55   | 千葉3区               | 自由民主党 | 8万5461票  | 53.27% | 1    | 1/3                | /                            |
| 当   | 第49回衆議院議員総選挙 | 2021年10月31日 | 59   | 千葉3区               | 自由民主党 | 10万6500票 | 61.87% | 1    | 1/2                | /                            |
| 当   | 第50回衆議院議員総選挙 | 2024年10月27日 | 62   | 千葉3区               | 自由民主党 | 6万7308票  | 41.17% | 1    | 1/4                | /                            |